# 賀茂神社
賀茂神社（日语：かもじんじゃ）乃是賀茂別雷神社（又稱上賀茂神社）與賀茂御祖神社（又稱下鴨神社）的合稱，兩座神社皆坐落於京都府京都市。

## 概要
此二座神社自古以來即祭祀賀茂氏的氏神，古代稱之為「賀茂大神」。兩社之重大祭典活動「葵祭」號稱「京都三大祭」之一（另二者為祇園祭、時代祭），馳名日本全國。此外，由此二社分靈出去的加茂神社、賀茂神社、鴨神社等，在日本各地約3百餘座。

## 內部連結
- 加茂神社（日语：加茂神社）：日本各地之「加茂神社」、「賀茂神社」、「鴨神社」一覽。
- 賀茂別雷神社：俗稱「上賀茂神社」。
- 賀茂御祖神社：俗稱「下鴨神社」。
- 加茂市：西元794年原為賀茂神社之領地。